# Chironomus pruninosus
Chironomus pruninosus är en tvåvingeart som först beskrevs av Jean-Jacques Kieffer 1911.  Chironomus pruninosus ingår i släktet Chironomus och familjen fjädermyggor. Inga underarter finns listade i Catalogue of Life.